# Michael Pflumm
Michael Pflumm (* 1977 in Hechingen) ist ein deutscher Opernsänger (Tenor).

## Leben
Michael Pflumm wurde in Hechingen (Zollernalbkreis) geboren. Beim örtlichen Musikverein spielte er Klarinette und sammelte erste musikalische Erfahrungen. Später war er Gitarrist in diversen Bandformationen. Mit 17 Jahren nahm er erstmals Klavierunterricht und studierte nach dem Zivildienst an der Musikhochschule Trossingen Schulmusik mit Hauptfach Klavier sowie Jazz und Popularmusik als Verbreiterungsfach. Gefördert durch seine damalige Gesangslehrerin Prof. Monika Moldenhauer und durch Privatunterricht bei Bernhard Gärtner studierte er anschließend Gesang an der Musikhochschule Freiburg und schloss 2007 ab.

### Oper und Festivals
Ab der Saison 2007/08 war er Mitglied des Opernstudios am Theater Basel und von 2008/09 an Ensemblemitglied der Deutschen Oper am Rhein. Dort sang er u. a. Aljeja in Aus einem Totenhaus, Junger Mann/Jüngling in Arnold Schönbergs Moses und Aron und Telemaco in Il ritorno d’Ulisse in patria. 2011/12 wechselte er für eineinhalb Spielzeiten an das Theater Bielefeld (Eisenstein in Die Fledermaus, Hexe in Hänsel und Gretel, Bob Boles in Peter Grimes, Jonathan in Saul, Beppe in Pagliacci) und war zunächst Gast (u. a. Fatty in Aufstieg und Fall der Stadt Mahagonny) und später Ensemblemitglied der Komischen Oper Berlin (Tony in West Side Story, Junger Mann/Jüngling in Moses und Aron, Chester in Arizona Lady).
Seit der Saison 2015/16 ist Michael Pflumm freischaffend tätig mit Schwerpunkt auf der Musik des 20. und 21. Jahrhunderts. Er gastierte u. a. am Teatro alla Scala in Mailand (Junger Diener in Elektra), an der Opéra National de Paris/Bastille (Jüngling in Moses und Aron), in Madrid am Teatro Real (Jorge in La Ciudad de las Mentiras – Uraufführung, Jüngling in Moses und Aron), am Palau de les Arts Reína Sofía in Valencia (Junger Diener in Elektra), an der Nationale Opera Amsterdam (Besenbinder in Königskinder), Staatsoper Hannover (Tony in West Side Story, Pietro in Die Gezeichneten), Semperoper Dresden (u. a. Student Arkenholz in Die Gespenstersonate), Oper Köln (Pietro in Die Gezeichneten) und Oper Leipzig (Lobgesang), an den Staatstheatern in Wiesbaden (Bardolfo in Falstaff), Braunschweig (Romeo in Riccardo Zandonais Giulietta e Romeo, Henry Crawford in Jonathan Doves Mansfield Park, Lewin in Jenö Hubays Anna Karenina u. a.), Kassel und Saarbrücken (Tony in West Side Story), den Theatern in Chemnitz (Hauptmann in Wozzeck), Freiburg (u. a. Tschekalinsky in Pique Dame), Bremen (Arbace in Idomeneo, Jupiter in Orpheus in der Unterwelt), Bonn (Junger Diener in Elektra), mit dem BBC Scottish Symphony Orchestra in den City Halls Glasgow (Andres in Wozzeck) bei den Wiener Festwochen (Das Lied von der Erde), beim George-Enescu-Festival Bukarest (Erscheinung des Jünglings in Frau ohne Schatten, Jüngling in Moses und Aron), dem Musikfest Berlin mit dem Rundfunk-Sinfonieorchester Berlin (Jüngling in Frau ohne Schatten) oder dem Kissinger Sommer.

### Konzert
Daneben führten ihn Konzerte mit den Berliner Philharmonikern in die Berliner Philharmonie (u. a. Luciano Berios Sinfonia), mit dem Nationalen Symphonieorchester des polnischen Rundfunks (NOSPR) nach Kattowitz (Die Jakobsleiter), Klangforum Wien ins BOZAR Brüssel, Konzerthausorchester ins Konzerthaus Berlin (u. a. Lotterieagent in Der Silbersee), Collegium Novum Zürich in die dortige Tonhalle (In der Matratzengruft), mit den Münchner Symphonikern in die Philharmonie im Gasteig und der Isarphilharmonie (Carmina Burana), Sinfonieorchester Basel (Stimmen-Festival) oder mit dem HERMESensemble ins deSingel Antwerpen (Lied von der Erde) und arbeitete mit Dirigenten wie Sir Simon Rattle, Vladimir Jurowski, Lothar Zagrosek, Philippe Jordan, Esa-Pekka Salonen, Marc Albrecht, Donald Runnicles und Iván Fischer.
Seit 2005 ist er auch regelmäßiger Gast der Neuen Vocalsolisten Stuttgart und sang u. a. bei den Salzburger Festspielen, im Casa da Musica Porto, MÜPA Budapest, beim Festival Nous Sons Barcelona, Printemps des Arts Monaco oder Tongyeong International Music Festival Südkorea.

### Trivia
Bei der Eröffnungsfeier der Fußball-Bundesliga-Saison 2014/15 sang Michael Pflumm die deutsche Nationalhymne in der Münchner Allianz-Arena vor 70.000 Zuschauern.
Seit 2018 tritt Michael Pflumm regelmäßig mit dem Landespolizeiorchester Baden-Württemberg unter der Leitung von Stefan Halder mit Crossover-Programmen auf.

### Aufnahmen
- Oscar Strasnoy – Luther – An Oratorio (DVD) mit der Staatskapelle Halle (Uraufführung)[20]
- Engelbert Humperdinck – Königskinder (DVD) an der Nationale Opera en Ballet Amsterdam[21]
- Arnold Schönberg – Moses und Aron (DVD) an der Opéra National de Paris[22]
- Luciano Berio – Sinfonia (Digital Concert Hall der Berliner Philharmoniker) in der Berliner Philharmonie[23]
- Grenzenlos – Digitales Weihnachtskonzert mit dem Landespolizeiorchester Baden-Württemberg anlässlich seines 100-jährigen Jubiläums.[24]

### Unterricht
Von 2017 bis 2023 unterrichtete Michael Pflumm mit einem Lehrauftrag an der Hochschule für Musik und Tanz Köln. Seit 2024 hat er eine Professur für Gesang an der Hochschule für Musik Saar.